# Pino Hensemberger
Pino Hensemberger (Nova Milanese, 28 ottobre 1875 – Malnate, 4 ottobre 1944) è stato un imprenditore italiano.

## Biografia
Figlio di Giovanni Hensemberger e Pellegrina Ferrettini, dopo aver concluso un regolare corso di studi superiori, iniziò a lavorare nell'azienda meccanica gestita dal padre che produceva macchine per l'industria tessile. La famiglia si era trasferita a Monza nel 1889 e lì, il 6 marzo 1913, il padre aveva costituito insieme ai due figli maschi, la società anonima Giovanni Hensemberger, che si stava specializzando nella produzione di accumulatori elettrici.
Pino, che ricopriva la carica di presidente della società, fu di grande aiuto per risolvere numerosi problemi tecnici inerenti alla produzione di accumulatori al piombo-acido, che furono poi utilizzati per l'illuminazione delle vetture ferroviarie. Ottenne infatti una commessa dalle Ferrovie dello Stato che sviluppò sensibilmente il giro d'affari dell'azienda. Alla morte del padre, avvenuta nel 1914 ricadde su di lui l'intera responsabilità della conduzione dell'azienda e pertanto si adoperò per sviluppare ulteriormente la produzione. In questo frangente ebbe l'idea di utilizzare gli accumulatori elettrici per la trazione delle motrici ferroviarie e dei tram, che venne sperimentata con successo sulla linea Milano-Monza. Fu il primo in Italia a produrre accumulatori a piastre corazzate (Ironclad degli S.D.A.) ed accumulatori  alcalini (al ferro-nichel-cadmio).
Nel 1920 fondò una nuova società, la società anonima Hensemberger Ancarani che aveva sede in via Mentana 7, sempre a Monza.
A seguito della grande richiesta di accumulatori da parte delle ferrovie ma anche di altre aziende e di semplici cittadini, decise la costruzione di una seconda fabbrica che impiantò in Campania a Casalnuovo di Napoli, anche per evitare maggiori costi di trasporto dei manufatti. 
Pino Hensemberger si sposò ed ebbe sicuramente almeno due figli: Nino che rimase a vivere a Monza, continuando l'attività del padre, e una figlia Pia che il 27 gennaio 1928 sposò l'industriale tessile Franco Reiser.

## Riconoscimenti
Dopo la sua morte è stato dato il suo nome all'Istituto Tecnico Industriale di Monza.